# Goldenes Kalb (Filmpreis)/Bestes Fernsehdrama
Das Goldene Kalb für das beste Fernsehdrama (Gouden Kalf voor het beste televisiedrama) honoriert beim jährlich veranstalteten Niederländischen Filmfestival das beste Fernsehdrama. Die Auszeichnung wurde erstmals  im Jahr 1993 verliehen. Im Jahr 2003 gab es zwei Auszeichnungen für einen kurzen (weniger als 60 min) und einen langen Beitrag (mehr als 60 min). In den Jahren 2006 und 2007 wurde das beste lange Fernsehdrama (beste televisiedrama lang) ausgezeichnet. Über die Vergabe des Preises stimmt eine Wettbewerbsjury ab.

## Preisträger
| Jahr | Preisträger                                    | Deutscher Verleihtitel | Regie                                                               |
| ---- | ---------------------------------------------- | ---------------------- | ------------------------------------------------------------------- |
| 1993 | Pleidooi                                       |                        | Francken & Treurniet & Planting & v. Duren                          |
| 1994 | Coma                                           |                        | Paula van der Oest                                                  |
| 1995 | De partizanen                                  |                        | Theu Boermans                                                       |
| 1996 | 30 Minuten: Geboren in een verkeerd lichaam    |                        | Pieter Kramer                                                       |
| 1997 | In het belang van de staat                     | Aus Staatsraison       | Theo van Gogh                                                       |
| 1998 | De zeven deugden: Maria op zolder              |                        | Arno Dierickx                                                       |
| 1999 | Dichter op de Zeedijk                          |                        | Gerrard Verhage                                                     |
| 2000 | Bij ons in de Jordaan                          |                        | Willem van de Sande Bakhuyzen                                       |
| 2001 | Familie                                        |                        | Willem van de Sande Bakhuyzen                                       |
| 2002 | De 9 dagen van de gier                         |                        | Boris Paval Conen                                                   |
| 2003 | Dwaalgast                                      |                        | Colette Bothof                                                      |
| 2003 | Najib en Julia                                 |                        | Theo van Gogh                                                       |
| 2004 | Deining                                        |                        | Nicole van Kilsdonk                                                 |
| 2005 | De Kroon                                       |                        | Peter de Baan                                                       |
| 2006 | Escort                                         |                        | Frank Ketelaar                                                      |
| 2007 | De Prins en het Meisje                         |                        | Peter de Baan                                                       |
| 2008 | Den Helder                                     |                        | Jorien van Nes                                                      |
| 2009 | Anvers                                         |                        | Martijn Maria Smits                                                 |
| 2010 | FINNEMANS                                      |                        | Thomas Korthals-Altes                                               |
| 2011 | Vast                                           |                        | Rolf van Eijk                                                       |
| 2012 | Overspel                                       |                        | Frank Ketelaar, Dana Nechushtan, Arno Dierickx, Josephine Drehmanns |
| 2013 | Exit                                           |                        | Boris Paval Conen                                                   |
| 2014 | Hollands Hoop                                  |                        | Dana Nechushtan                                                     |
| 2015 | One Night Stand X - Geen koningen in ons bloed |                        | Mees Peijnenburg                                                    |
| 2016 | Horizon                                        |                        | Giancarlo Sánchez                                                   |
| 2017 | De Zaak Menten                                 |                        | Tim Oliehoek                                                        |
| 2018 | Het geheime dagboek van Hendrik Groen          |                        | Tim Oliehoek                                                        |
| 2019 | Zeven kleine criminelen                        |                        | Rob Lücker                                                          |

1. ↑  kürzer als 60 min
2. ↑  länger als 60 min
3. 1 2  Bestes langes Fernsehdrama
4. ↑  Bester Fernsehfilm